# Bore Da
Bore Da je druhé sólové studiové album velšského hudebníka Eurose Childse. Vydalo jej v březnu roku 2007 hudební vydavatelství Wichita Recordings. Na své první desce, v roce 2006 vydané Chops, nazpíval téměř všechny písně v anglickém jazyce. Na tomto albu zpívá naopak ve velštině. Producentem alba byl společně s Childsem David Wrench.

## Seznam skladeb
| Pořadí | Název                            | Autor                                  | Délka |
| ------ | -------------------------------- | -------------------------------------- | ----- |
| 1.     | Bore Da                          | Euros Childs                           | 4:10  |
| 2.     | Siwgr Siwgr Siwgr                | Childs                                 | 1:35  |
| 3.     | Henry a Matilda Supermarketsuper | Childs                                 | 4:20  |
| 4.     | Ar Lan y Môr                     | Childs, Lynn Smith                     | 1:48  |
| 5.     | Twll Yn Yr Awyr                  | Childs                                 | 2:20  |
| 6.     | Dechrau'r Diwedd                 | Childs                                 | 1:50  |
| 7.     | Cwtsh                            | Childs                                 | 1:46  |
| 8.     | Blaidd Tu Fas Y Drws             | Childs                                 | 2:53  |
| 9.     | Warrior                          | Childs, Meilyr Jones, Peter Richardson | 2:54  |
| 10.    | Sandalau                         | Childs                                 | 1:46  |
| 11.    | Roedd Hi'n Nofio Yn Y Bore Bach  | Childs                                 | 3:09  |
| 12.    | Aur Yr Haul                      | Childs                                 | 2:32  |

## Obsazení
- Euros Childs – zpěv, kytara, klávesy, varhany, syntezátor, doprovodné vokály
- Meilyr Jones – baskytara, doprovodné vokály
- Peter Alan Richardson – bicí, tamburína, baskytara
- Dylan Hughes – varhany, syntezátor
- Alun Tan Lan – kytara
- Lynn Smith – harmonika